# Sophie Cœuré
Pour les articles homonymes, voir Cœuré.
Sophie Cœuré, née le 13 mars 1966, est une historienne française, professeure d'histoire contemporaine à l'université de Paris. Elle est spécialiste de l'histoire des représentations de la Russie et de l’URSS en Occident aux XIXe et XXe siècles et de l'histoire du communisme, ainsi que de l'histoire des archives et des spoliations culturelles nazies (Fonds de Moscou).
Elle est la nièce de l'archéologue, critique d'art et traductrice Véronique Schiltz et l'épouse de l'historien et haut-fonctionnaire Christophe Prochasson.

## Biographie
Sophie Cœuré est ancienne élève de l'École normale supérieure (L1985). Elle soutient en 1995 une thèse d'histoire intitulée « Images de la Russie soviétique dans la culture politique française (1919-1936) », dirigée par Jean-Jacques Becker, à l'université Paris-Nanterre. D'abord maîtresse de conférences à l’École normale supérieure et responsable des relations internationales du département d’histoire, elle soutient un mémoire d'habilitation universitaire en 2010, intitulée « La passion soviétique en France au XXe siècle ». Elle est, depuis septembre 2011, professeur des universités à l'université de Paris rattachée à l'UFR GHES (Géographie histoire économie et société) et membre statutaire du laboratoire Identités cultures territoires

## Publications
- Jean-Claude Perrot, Michelle Perrot, Madeleine Rebérioux, Jean Maitron, La Sorbonne par elle-même, envoyé par Sophie Cœuré, Paris, Éditions de la Sorbonne, coll. « Tirés à part », 2018.
- Collaboration avec Julie Bouvard à l'édition du Journal de Russie 1928-1929 de Pierre Pascal, éditions Noir sur blanc, 2014.
- Pierre Pascal. La Russie entre christianisme et communisme, éditions Noir sur Blanc, 2014.
- Codirigé avec Rachel Mazuy, Cousu de fil rouge - Voyage des intellectuels français en Union soviétique. 150 documents inédits des Archives russes, Paris, CNRS Éditions, 2012
- Nouvelle édition de Les archives, la Découverte, Paris, 2011.
- La mémoire spoliée : Les archives des Français, butin de guerre nazi puis soviétique, Payot, Paris, 2007, rééd. Petite bibliothèque Payot, 2013.
- Codirigé avec Sabine Dullin, Frontières du communisme, La Découverte, Paris, 2007.
- Coécrit avec Frédéric Worms, Henri Bergson Albert Kahn : Correspondances, Desmaret, Paris, 2003.
- Coécrit avec Vincent Duclert, Les archives, La Découverte, Paris, 2001.
- La grande lueur à l'Est : Les Français et l'Union soviétique, Seuil, Paris, 1999, Paris, CNRS Éditions, coll. « Biblis », 2017.
- Participation à l'ouvrage dirigé par Xavier Delacroix, L'Autre siècle, Fayard, 2018.
- Préface à André Gide, Retour de l'URSS, suivi de Retouches à mon "Retour de l'URSS", première édition intégrale en poche, Petite bibliothèque Payot, 2022.

## Décoration
- Chevalière de la Légion d'honneur (2022)[6]